# LINER
LINER — тип галактик, в спектрах ядер которых наблюдаются эмиссионные линии элементов в низких степенях ионизации. Этот тип галактик был открыт в 1980 году.

## Описание
LINER (от англ. Low-ionization nuclear emission-line region, «Низкоионизованная ядерная область с эмиссионными линиями») — тип галактик, в спектрах ядер которых наблюдаются довольно сильные эмиссионные линии элементов в низких степенях ионизации. По своим спектрам они похожи на сейфертовские галактики типа 2.
Такие галактики довольно распространены, и, вероятно, до половины всех спиральных галактик относятся к типу LINER. В целом, эмиссия такого типа может возникать по очень разным причинам: это может быть и фотоионизация от активного ядра, от звёзд, сошедших с асимптотической ветви гигантов, от горячего газа, излучающего в рентгеновском диапазоне и от других источников. Конкретный механизм, который в действительности приводит к появлению галактик типа LINER, остаётся под вопросом.
Чтобы спектроскопически отделить галактики типа LINER от галактик с активными ядрами и от сейфертовских, измеряют отношения интенсивностей излучения в определённых парах эмиссионных линий. По какому-либо одному соотношению не удаётся полностью разделить эти объекты, но уже двух соотношений для этого достаточно — на диаграмме BPT по осям откладывают соотношения интенсивностей в двух парах, и различные типы галактик занимают на этой диаграмме свои области. Обычно сравнивают соотношения линий нейтрального кислорода и однократно ионизованного азота и серы к линии H-альфа с соотношением линий дважды ионизованного кислорода к линии H-бета. У галактик типа LINER первые три соотношения выше, чем у других типов галактик, а четвёртое — между сейфертовскими галактиками и галактиками с активными ядрами.

## История изучения
Данный тип галактик впервые выделил Тимоти Хекман в 1980 году.